# Mogamed Ibragimov
Mogamed Ibragimov (né Məhəmməd İbrahimov le 22 juillet 1974 à Makhachkala) est un lutteur macédonien spécialiste de la lutte libre.

## Biographie
Lors Jeux olympiques d'été de 1996, il combat sous les couleurs de l'Azerbaïdjan. Lors des Jeux olympiques d'été de 2000 se tenant à Sydney, il remporte la médaille de bronze en combattant sous les couleurs de la Macédoine dans la catégorie des -85 kg. Il remporte la médaille d'argent lors des Championnats du monde de 1998.